# Martin Phipps
Martin Phipps (1º agosto 1968) è un compositore inglese.

## Filmografia parziale

### Cinema
- Endgame, regia di Pete Travis (2009)
- Harry Brown, regia di Daniel Barber (2009)
- X+Y, regia di Morgan Matthews (2014)
- The Keeping Room, regia di Daniel Barber (2014)
- Woman in Gold, regia di Simon Curtis (2015)
- La conseguenza (The Aftermath), regia di James Kent (2019)
- Napoleon, regia di Ridley Scott (2023)

### Televisione
- New Tricks - Nuove tracce per vecchie volpi (New Tricks) - serie TV, 6 episodi (2004)
- Nord e Sud (North & South) - miniserie TV, 4 puntate (2004)
- The Virgin Queen - miniserie TV, 4 puntate (2006)
- Oliver Twist - miniserie TV, 5 puntate (2007)
- Ragione e sentimento (Sense and Sensibility) - miniserie TV, 3 puntate (2008)
- Il commissario Wallander (Wallander) - serie TV, 6 episodi (2008-2012)
- Whitechapel - serie TV, 1 episodio (2009)
- Grandi speranze (Great Expectations) - miniserie TV, 1 puntata (2011)
- Black Mirror - serie TV, 2 episodi (2011-2016)
- Peaky Blinders - serie TV, 6 episodi (2013)
- The Honourable Woman - miniserie TV, 7 puntate (2014)
- Guerra e pace (War & Peace) - miniserie TV, 6 puntate (2016)
- Victoria - serie TV, 1 episodio (2016)
- The Crown - serie TV, 20 episodi (2019-2020)
- Assolo (Solos) - miniserie TV, 4 puntate (2021)

## Premi
- BAFTA Award - vinto nel 2009 per Il commissario Wallander.[2]